# Syndipnus conformis
Syndipnus conformis là một loài tò vò trong họ Ichneumonidae.